# Gastroenterologie
Die Gastroenterologie (altgriechisch γαστήρ gastēr, deutsch ‚Magen‘; ἒντερον énteron, deutsch ‚Darm‘) ist ein Teilgebiet der Inneren Medizin. Ein auf Gastroenterologie spezialisierter Arzt wird als Gastroenterologe bezeichnet. Die Spezialisierung auf die neurologischen Ursachen wird als Neurogastroenterologie bezeichnet.
Die Gastroenterologie befasst sich mit Diagnostik, Therapie und Prävention von Erkrankungen des Magen-Darm-Trakts sowie der mit diesem Trakt verbundenen Organe Leber, Gallenblase und Bauchspeicheldrüse. Schwerpunkte innerhalb des Fachgebietes sind die Endoskopie, die Hepatologie und die gastroenterologische Onkologie. Wichtige gastroenterologische Erkrankungen sind beispielsweise Ulkuserkrankungen (Magenulkus und Duodenalulkus), Tumoren des Verdauungstraktes (Kolonkarzinom), Lebererkrankungen wie Leberzirrhose und Hepatitis, Darmerkrankungen wie Zöliakie oder die entzündlichen Darmerkrankungen Morbus Crohn und Colitis ulcerosa. Eine große Gruppe von Erkrankungen umfasst die sogenannten Funktionsstörungen (funktionelle Dyspepsie, Reizdarmsyndrom).

## Methoden
Diagnostische und therapeutische Maßnahmen bei gastroenterologischen Erkrankungen werden häufig endoskopisch, das heißt in Form einer Magen- oder Darmspiegelung durchgeführt. Hierbei können auch kleinere Operationen wie Abtragung von Tumoren, Unterbindung blutender Gefäße oder Einbringung von Stents oder Prothesen zur Wiedereröffnung verschlossener Darmanteile erfolgen. Mittels ERCP kann der Gallen- oder Bauchspeicheldrüsengang sondiert und gegebenenfalls behandelt werden.
Gegenwärtig wird an der Erweiterung der Endoskopie gearbeitet. So können große Flüssigkeitsansammlungen in der Bauchspeicheldrüse durch künstlich geschaffene Löcher in der Magenwand entlastet werden, sogenannte NOTES (natural orifice transluminal endoscopic surgery). Mit dieser Methode wird versucht, chirurgische Operationen wie Gallenblasenentfernung, Bauchspeicheldrüsenoperationen usw. in Magen, Darm oder Scheide durchzuführen. Triebfeder dieser Entwicklung ist der Wunsch mancher Patienten nach vollständiger Narbenfreiheit nach operativen Eingriffen, aber auch schwer durchzuführende chirurgische Operationen (Bauchspeicheldrüse, Mediastinum) könnten hierdurch deutlich leichter und eleganter durchführbar werden.
Ein wichtiges Standbein der Gastroenterologie ist die Ultraschalluntersuchung (Sonographie). Die Funktionsstörungen erfordern gelegentlich sog. Funktionsuntersuchungen wie die Druckmessung (Manometrie) oder Messungen der Passagezeit von Magen, Dünndarm oder Dickdarm.

## Geschichte
Als Spezialgebiet der Verdauungskrankheiten fand sich die Gastroenterologie erstmals 1886 in Berlin, wo der Arzt Ismar Boas sich als „Spezialist für Magen-Darm-Krankheiten“ und „Gastroenterologe“ bezeichnete.

## Facharztbezeichnung Gastroenterologe
Nach der Muster-Weiterbildungsordnung 2018 kann in Deutschland als Gastroenterologe/Gastroenterologin tätig werden, wer über die  Anerkennung als Facharzt für Innere Medizin und Gastroenterologie verfügt.

## Kinder- und Jugend-Gastroenterologie
Kinder- und Jugendärzte können in Deutschland die Zusatz-Weiterbildung Kinder- und Jugend-Gastroenterologie absolvieren und eine entsprechende Zusatzbezeichnung führen.